# مقاطعة إيليس (كانساس)
مقاطعة إيليس (بالإنجليزية: Ellis County)‏ هي إحدى المقاطعات في ولاية كانساس، الولايات المتحدة الأمريكية.